# (34355) 2000 RB20
2000 RB20 (asteroide 34355) é um asteroide da cintura principal. Possui uma excentricidade de 0.05554000 e uma inclinação de 4.00891º.
Este asteroide foi descoberto no dia 1 de setembro de 2000 por LINEAR em Socorro.